# Paralastor suboloris
Paralastor suboloris är en stekelart som beskrevs av Perkins 1914. Paralastor suboloris ingår i släktet Paralastor och familjen Eumenidae. Inga underarter finns listade i Catalogue of Life.